# اکار
اکار (به لاتین: Akare) یک منطقهٔ مسکونی در توگو است که در منطقه کارا واقع شده‌است.